# Saison 1959-1960 de la Juventus FC
Maillots
Chronologie
Saison précédente Saison suivante
La saison 1959-1960 de la Juventus Football Club est la cinquante-septième de l'histoire du club, créé soixante-trois ans plus tôt en 1897.
Le club piémontais prend part lors de cette saison à la 58e édition du championnat d'Italie (29e de Serie A), ainsi qu'à la 12e édition de la Coupe d'Italie (en italien Coppa Italia).

## Historique
Après deux saisons d'affilée avec au moins un titre à la clé, la Juventus Football Club, entend bien cette année continuer sur sa série de succès.
Le président du club, Umberto Agnelli, fait au cours de cette nouvelle saison confiance à un nouvel entraîneur en la personne de Renato Cesarini (ancienne gloire du club), qui prend le relais de l'intérimaire Teobaldo Depetrini.
Pour cette saison, les bianconeri font l'acquisition des défenseurs Sergio Cervato (arrivé au début de l'année 1959) et Benito Sarti, tandis que nouveaux milieux de terrain viennent renforcer l'effectif, Severino Lojodice, Bruno Mazzia et Giorgio Rossano, ainsi qu'un nouvel attaquant, Ettore Ninni.
C'est donc après une victoire en Coupe de l’amitié au mois de juin contre les français du Stade de Reims (pour la seconde année consécutive), que la Juventus reprend vers la fin de l'été la compétition avec la Serie A.
C'est le dimanche 20 septembre 1959 que les juventini jouent leur première rencontre à domicile contre le Lanerossi Vicence, s'imposant tranquillement sur le score de 4 buts à 1 (doublé de Charles et buts de Cervato et Nicolè). Il s'ensuit après deux victoires, avant que la Vieille Dame ne connaisse son premier match nul lors de la 4e journée, un deux buts partout sur le terrain de l'Atalanta (buts de Sívori et Boniperti). La semaine suivante, le 18 octobre, l'équipe de Turin remporte le plus large succès de la saison, en écrasant chez elle 7-0 le club d'Alexandrie (avec des buts de Cervato, Sívori (doublé), Charles (doublé), Stivanello, et Boniperti), premier match d'une nouvelle série de trois victoires d'affilée, série arrêté lors de la 8e journée et la première défaite bianconera de la saison, 3 à 2 contre Bologne (malgré un doublé de Charles). Deux semaines plus tard, la Juve perd à nouveau à Naples sur ses terres, 2 buts à 1 dans le nouveau Stadio San Paolo (but juventino sur penalty de Cervato), avant de terminer son année avec 2 victoires et un nul.

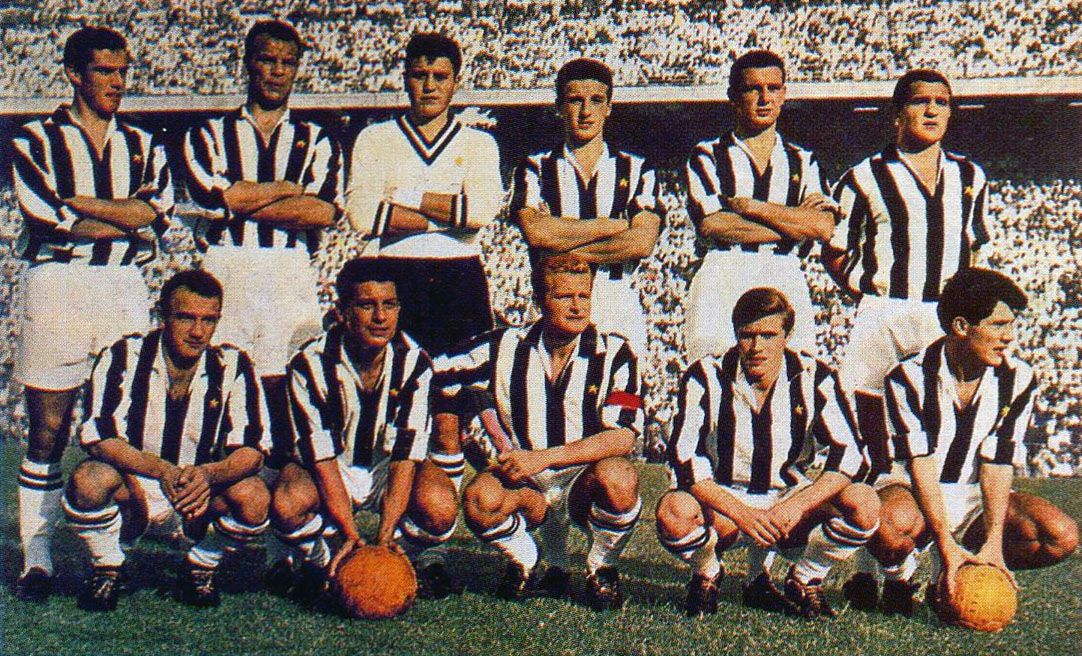
Les bianconeri vainqueurs du scudetto et de la Coupe d'Italie

Le 15 décembre 1959 a lieu l'élection du Ballon d'or 1959 avec un joueur juventino nommé, et c'est à nouveau le gallois John Charles (dans le classement pour la 3e année consécutive) qui termine à la 3e place du classement avec 7 votes.
Le premier match de 1960 voit la Madama s'en aller gagner 2-0 contre le Milan à San Siro (avec des buts de Stacchini et Cervato), avant d'aller ensuite gagner les 3 derniers matchs de la phase aller. Le 28 février, la Juventus FC s'incline à domicile sur le plus petit des scores face à l'Atalanta, défaite qui mit fin à 8 succès consécutifs. Lors de la 25e journée du 3 avril, les piémontais débutent à nouveau une nouvelle série de 5 succès de suite, série stoppée le 8 mai à la suite du match nul 2-2 contre la Roma (buts de Sívori et Charles pour la Juve). Il s'ensuivra ensuite deux victoires, puis enfin deux matchs nuls pour les deux dernières rencontres de la saison, les turinois jouant leur dernier match le 5 juin sur le terrain de Palerme, avec un score final de un but partout (réalisation de Sívori).
Ayant abandonné le scudetto la saison dernière au Milan, la Juventus, forte de ses 25 victoires, pour 5 matchs nuls et seulement 4 défaites, récupère son titre de champion grâce à ses 53 points, 8 de plus que son premier poursuivant, la Fiorentina.
Omar Sívori, avec ses 28 buts en championnat, finit meilleur buteur du championnat, devant le suédois Kurt Hamrin (et termine pour la 3e année de suite capocannoniere du club).
La Juve prit également part cette saison à la Coppa Italia pour défendre son titre, débutant à l'automne 1959.

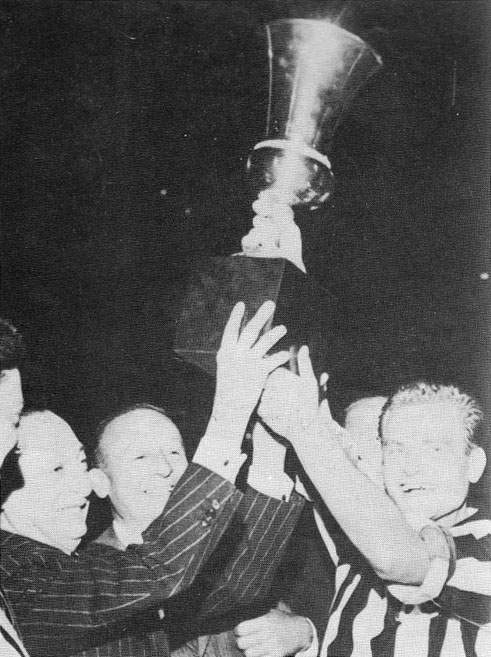
Le capitaine bianconero Giampiero Boniperti soulève le trophée de la Coupe d'Italie après la victoire finale au stade San Siro contre la Fiorentina (3-2), 18 septembre 1960.

La première rencontre de coupe, jouée le mercredi 4 novembre 1959, voit finalement les turinois remporter le match avec difficulté après prolongations 5 à 4 sur la Sampdoria (buts de Stacchini, Sívori (doublé) et de Cervato (sur penalty) avant que Nicolè ne donne le coup de grâce à la 106e minute). Le match suivant, tout aussi difficile, voit finalement les bianconeri ne l'emporter sur l'Atalanta (au bout de 2 à 2 avec des buts de Sívori et Boniperti) qu'au bout d'une séance de tirs au but sans résultats (6 tirs au but partout). La Juve fut donc donnée gagnante par tirage au sort et qualifiée pour le tour suivant. Le 18 juin, la Vecchia Signora s'impose facilement sur les romains de la Lazio avec un score sans appel 3 buts à zéro (grâce aux buts de Cervato sur penalty, Lojodice et Charles). Qualifiés pour la finale, les joueurs de la Juve se retrouvent à Milan le 18 septembre face à la Fiorentina. Dans un match difficile se terminant par 2-2 à la suite du temps réglementaire (grâce à un doublé de Charles), ce fut le joueur florentin Micheli qui inscrivit un but contre son camp dans les prolongations à la 98e minute, donnant la victoire à la Juventus.
Le club du Piémont garde donc son titre, et devient le premier club italien de l'histoire à remporter la Coupe d'Italie deux saisons consécutivement.
La Juve inscrit également une fois de plus son nom dans les records de l'histoire du Calcio, en réalisant cette saison pour la première fois le doublé Championnat-Coupe en une saison, (devenant cette saison la seconde équipe italienne de l'histoire à réaliser le doublé après le Torino en 1942-1943).
Ce fut une fois au cours de cette saison le secteur offensif qui fut mis en valeur, avec en tout 120 buts inscrits en 54 matchs, grâce notamment à son désormais indispensable « Trio magique » composé de Giampiero Boniperti, de John Charles et d'Omar Sívori.

« Dans cette équipe, il y avait la puissance galloise de John, la fantaisie argentine de Sívori et la sagesse tactique italienne de Boniperti. »

— Mario Gherarducci, pour le Corriere della Sera, 23 décembre 2001.
Dans un nouveau cycle, la Juventus FC voit cette saison se terminer sur deux succès (première fois de l'histoire que deux titres officiels sont remportés lors de la même saison par le club), se réinstallant donc définitivement sur le toit de l'Italie.

## Déroulement de la saison

### Résultats en championnat
- Phase aller

| dimanche 20 septembre 1959 1re journée | Juventus                                   | 4 - 1 | Lanerossi Vicence | Stadio Comunale, Turin 16h00 Arbitre : Cariani |
| dimanche 20 septembre 1959 1re journée | Charles 30e 62e · Cervato 36e · Nicolè 55e |       | 81e Bonafin       | Stadio Comunale, Turin 16h00 Arbitre : Cariani |

| dimanche 27 septembre 1959 2e journée | Padoue | 0 - 4                                                           | Juventus | Stadio Silvio Appiani, Padoue 16h00 Arbitre : Marchese |
| dimanche 27 septembre 1959 2e journée |        | 6e Cervato · 85e Stacchini · 87e Stivanello · 89e (pen.) Sívori |          | Stadio Silvio Appiani, Padoue 16h00 Arbitre : Marchese |

| dimanche 4 octobre 1959 3e journée | Juventus                                    | 3 - 1 | SPAL      | Stadio Comunale, Turin 15h30 Arbitre : Adami |
| dimanche 4 octobre 1959 3e journée | Sívori 12e · Ganzer 21e (csc) · Charles 41e |       | 51e Rossi | Stadio Comunale, Turin 15h30 Arbitre : Adami |

| dimanche 11 octobre 1959 4e journée | Atalanta              | 2 - 2 | Juventus                  | Stadio Comunale, Bergame 15h30 Arbitre : Moriconi |
| dimanche 11 octobre 1959 4e journée | Nova 7e · Ronzoni 55e |       | 9e Sívori · 32e Boniperti | Stadio Comunale, Bergame 15h30 Arbitre : Moriconi |

| dimanche 18 octobre 1959 5e journée | Juventus                                                                        | 7 - 0 | Alexandrie | Stadio Comunale, Turin 15h00 Arbitre : Annoscia |
| dimanche 18 octobre 1959 5e journée | Cervato 13e · Sívori 30e 64e · Charles 65e 85e · Stivanello 76e · Boniperti 88e |       |            | Stadio Comunale, Turin 15h00 Arbitre : Annoscia |

| dimanche 25 octobre 1959 6e journée | Lazio | 0 - 2                     | Juventus | Stadio dei Centomila, Rome 15h00 Arbitre : Righi |
| dimanche 25 octobre 1959 6e journée |       | 2e Nicolè · 80e Stacchini |          | Stadio dei Centomila, Rome 15h00 Arbitre : Righi |

| dimanche 8 novembre 1959 7e journée | Juventus                    | 3 - 1 | Fiorentina | Stadio Comunale, Turin 14h30 Arbitre : Lo Bello |
| dimanche 8 novembre 1959 7e journée | Nicolè 21e · Sívori 54e 67e |       | 3e Hamrin  | Stadio Comunale, Turin 14h30 Arbitre : Lo Bello |

| dimanche 15 novembre 1959 8e journée | Bologne                                | 3 - 2 | Juventus       | Stadio Comunale, Bologne 14h30 Arbitre : Orlandini |
| dimanche 15 novembre 1959 8e journée | Pivatelli 5e (pen.) 74e · Pascutti 30e |       | 3e 38e Charles | Stadio Comunale, Bologne 14h30 Arbitre : Orlandini |

| dimanche 22 novembre 1959 9e journée | Juventus                 | 2 - 0 | Genoa | Stadio Comunale, Turin 14h30 Arbitre : Genel |
| dimanche 22 novembre 1959 9e journée | Colombo 75e · Nicolè 80e |       |       | Stadio Comunale, Turin 14h30 Arbitre : Genel |

| dimanche 6 décembre 1959 10e journée | Naples                  | 2 - 1 | Juventus           | Stadio San Paolo, Naples 14h30 Arbitre : Jonni |
| dimanche 6 décembre 1959 10e journée | Vitali 6e · Vinício 63e |       | 89e (pen.) Cervato | Stadio San Paolo, Naples 14h30 Arbitre : Jonni |

| dimanche 13 décembre 1959 11e journée | Juventus    | 1 - 0 | Inter | Stadio Comunale, Turin 14h30 Arbitre : Lo Bello |
| dimanche 13 décembre 1959 11e journée | Charles 28e |       |       | Stadio Comunale, Turin 14h30 Arbitre : Lo Bello |

| dimanche 20 décembre 1959 12e journée | Udinese       | 1 - 1 | Juventus      | Stadio Moretti, Udine 14h30 Arbitre : Angelini |
| dimanche 20 décembre 1959 12e journée | Menegotti 30e |       | 43e Stacchini | Stadio Moretti, Udine 14h30 Arbitre : Angelini |

| dimanche 27 décembre 1959 13e journée | Juventus                                       | 4 - 0 | Roma | Stadio Comunale, Turin 14h30 Arbitre : Leita |
| dimanche 27 décembre 1959 13e journée | Sívori 24e 88e · Stacchini 75e · Boniperti 89e |       |      | Stadio Comunale, Turin 14h30 Arbitre : Leita |

| dimanche 10 janvier 1960 14e journée | Milan | 0 - 2                       | Juventus | Stadio San Siro, Milan 14h30 Arbitre : Adami |
| dimanche 10 janvier 1960 14e journée |       | 51e Stacchini · 74e Cervato |          | Stadio San Siro, Milan 14h30 Arbitre : Adami |

| dimanche 17 janvier 1960 15e journée | Juventus                    | 2 - 0 | Bari | Stadio Comunale, Turin 14h30 Arbitre : Sbardella |
| dimanche 17 janvier 1960 15e journée | Charles 12e · Stacchini 26e |       |      | Stadio Comunale, Turin 14h30 Arbitre : Sbardella |

| dimanche 24 janvier 1960 16e journée | Sampdoria | 0 - 2         | Juventus | Stade Luigi-Ferraris, Gênes 14h30 Arbitre : Grignani |
| dimanche 24 janvier 1960 16e journée |           | 3e 81e Sívori |          | Stade Luigi-Ferraris, Gênes 14h30 Arbitre : Grignani |

| dimanche 31 janvier 1960 17e journée | Juventus                   | 2 - 1 | Palerme       | Stadio Comunale, Turin 14h30 Arbitre : Samani |
| dimanche 31 janvier 1960 17e journée | Boniperti 3e · Colombo 40e |       | 24e Carpanesi | Stadio Comunale, Turin 14h30 Arbitre : Samani |

- Phase retour

| dimanche 7 février 1960 18e journée | Lanerossi Vicence | 1 - 2 | Juventus                 | Stadio Romeo Menti, Vicence 14h30 Arbitre : Adami |
| dimanche 7 février 1960 18e journée | Bonafin 65e       |       | 50e Charles · 60e Sívori | Stadio Romeo Menti, Vicence 14h30 Arbitre : Adami |

| dimanche 21 février 1960 20e journée | SPAL                       | 3 - 6 | Juventus                                           | Stadio Comunale, Ferrare 15h00 Arbitre : Marchese |
| dimanche 21 février 1960 20e journée | Rossi 14e 57e · Massei 87e |       | 2e 48e 65e Charles · 19e 72e Sívori · 71e Leoncini | Stadio Comunale, Ferrare 15h00 Arbitre : Marchese |

| mercredi 24 février 1960 19e journée | Juventus                                               | 5 - 1 | Padoue            | Stadio Comunale, Turin 15h00 Arbitre : Gambarotta |
| mercredi 24 février 1960 19e journée | Leoncini 11e · Charles 35e · Sívori 66e (pen.) 73e 81e |       | 75e (pen.) Tortul | Stadio Comunale, Turin 15h00 Arbitre : Gambarotta |

| dimanche 28 février 1960 21e journée | Juventus | 0 - 1        | Atalanta | Stadio Comunale, Turin 15h00 Arbitre : Leita |
| dimanche 28 février 1960 21e journée |          | 53e Zavaglio |          | Stadio Comunale, Turin 15h00 Arbitre : Leita |

| dimanche 6 mars 1960 22e journée | Alexandrie | 0 - 2                    | Juventus | Stadio Giuseppe Moccagatta, Alexandrie 15h00 Arbitre : Jonni |
| dimanche 6 mars 1960 22e journée |            | 24e Nicolè · 52e Charles |          | Stadio Giuseppe Moccagatta, Alexandrie 15h00 Arbitre : Jonni |

| dimanche 20 mars 1960 23e journée | Juventus                | 2 - 0 | Lazio | Stadio Comunale, Turin 15h00 Arbitre : Roversi |
| dimanche 20 mars 1960 23e journée | Nicolè 3e · Charles 38e |       |       | Stadio Comunale, Turin 15h00 Arbitre : Roversi |

| dimanche 27 mars 1960 24e journée | Fiorentina | 1 - 0 | Juventus | Stadio Comunale, Florence 15h30 Arbitre : Adami |
| dimanche 27 mars 1960 24e journée | Hamrin 15e |       |          | Stadio Comunale, Florence 15h30 Arbitre : Adami |

| dimanche 3 avril 1960 25e journée | Juventus                        | 3 - 0 | Bologne | Stadio Comunale, Turin 15h30 Arbitre : De Marchi |
| dimanche 3 avril 1960 25e journée | Charles 30e 56e · Stacchini 51e |       |         | Stadio Comunale, Turin 15h30 Arbitre : De Marchi |

| dimanche 10 avril 1960 26e journée | Genoa                     | 2 - 6 | Juventus                                                      | Stade Luigi-Ferraris, Gênes 15h30 Arbitre : Jonni |
| dimanche 10 avril 1960 26e journée | Abbadie 19e · Barison 78e |       | 41e Sívori · 49e Boniperti · 53e 67e Charles · 81e 87e Nicolè | Stade Luigi-Ferraris, Gênes 15h30 Arbitre : Jonni |

| dimanche 17 avril 1960 27e journée | Juventus                                | 4 - 2 | Naples                           | Stadio Comunale, Turin 15h30 Arbitre : Grignani |
| dimanche 17 avril 1960 27e journée | Sívori 19e 23e (pen.) 67e · Charles 37e |       | 57e Di Giacomo · 82e Del Vecchio | Stadio Comunale, Turin 15h30 Arbitre : Grignani |

| dimanche 24 avril 1960 28e journée | Inter | 0 - 3                          | Juventus | Stadio San Siro, Milan 15h30 Arbitre : Orlandini |
| dimanche 24 avril 1960 28e journée |       | 31e 71e Sívori · 79e Boniperti |          | Stadio San Siro, Milan 15h30 Arbitre : Orlandini |

| dimanche 1er mai 1960 29e journée | Juventus                                               | 4 - 3 | Udinese                     | Stadio Comunale, Turin 16h00 Arbitre : Ferrari |
| dimanche 1er mai 1960 29e journée | Stacchini 38e · Charles 39e · Sívori 58e · Colombo 78e |       | 16e 41e Bettini · 83e Milan | Stadio Comunale, Turin 16h00 Arbitre : Ferrari |

| dimanche 8 mai 1960 30e journée | Roma              | 2 - 2 | Juventus                 | Stadio dei Centomila, Rome 16h00 Arbitre : De Marchi |
| dimanche 8 mai 1960 30e journée | Manfredini 1re 8e |       | 59e Sívori · 78e Charles | Stadio dei Centomila, Rome 16h00 Arbitre : De Marchi |

| dimanche 15 mai 1960 31e journée | Juventus                       | 3 - 1 | Milan        | Stadio Comunale, Turin 16h00 Arbitre : Rigato |
| dimanche 15 mai 1960 31e journée | Sívori 55e 74e · Boniperti 81e |       | 56e Altafini | Stadio Comunale, Turin 16h00 Arbitre : Rigato |

| dimanche 22 mai 1960 32e journée | Bari     | 1 - 3 | Juventus                                     | Stadio della Vittoria, Bari 16h00 Arbitre : Jonni |
| dimanche 22 mai 1960 32e journée | Erba 65e |       | 23e (csc) Tagnin · 51e Nicolè · 67e Lojodice | Stadio della Vittoria, Bari 16h00 Arbitre : Jonni |

| dimanche 29 mai 1960 33e journée | Juventus                        | 2 - 2 | Sampdoria                     | Stadio Comunale, Turin 16h00 Arbitre : Genel |
| dimanche 29 mai 1960 33e journée | Cervato 72e (pen.) · Nicolè 84e |       | 4e Skoglund · 61e Cucchiaroni | Stadio Comunale, Turin 16h00 Arbitre : Genel |

| dimanche 5 juin 1960 34e journée | Palerme     | 1 - 1 | Juventus   | Stadio La Favorita, Palerme 16h00 Arbitre : Jonni |
| dimanche 5 juin 1960 34e journée | Greatti 53e |       | 37e Sívori | Stadio La Favorita, Palerme 16h00 Arbitre : Jonni |

#### Classement
|  |    | Classement final 1959-1960 | Pts | MJ | V  | N  | D | BP | BC | Dif |
|  | -- | -------------------------- | --- | -- | -- | -- | - | -- | -- | --- |
|  | 1. | Juventus                   | 55  | 34 | 25 | 5  | 4 | 92 | 33 | +59 |
|  | 2. | Fiorentina                 | 47  | 34 | 20 | 7  | 7 | 68 | 31 | +37 |
|  | 3. | Milan                      | 44  | 34 | 17 | 10 | 7 | 56 | 37 | +19 |

| 11e titre La Juventus championne d'Italie de Serie A de 1959-1960 |

### Résultats en coupe
- 8e-de-finale

| mercredi 4 novembre 1959 | Juventus                                                          | 5 - 4 (a.p.) | Sampdoria                                       | Stadio Comunale, Turin Arbitre : Campanati |
| mercredi 4 novembre 1959 | Stacchini 21e · Sívori 32e 59e · Cervato 34e (pen.) · Nicolè 106e |              | 15e 53e Skoglund · 74e (pen.) Milani · 90e Mora | Stadio Comunale, Turin Arbitre : Campanati |

- Quarts-de-finale

| mercredi 6 avril 1960 | Atalanta | 2 - 2 (6 - 6 aux t.a.b.) | Juventus                                                                                             | Stadio Comunale, Bergame Arbitre : Genel |
| mercredi 6 avril 1960 | Olivieri 51e · Marchesi 72e (pen.) · Tirs au but : · Marchesi · Marchesi · Marchesi · Marchesi · Marchesi · Marchesi |                          | 18e Sívori · 42e Colombo · : Tirs au but · Montico · Montico · Montico · Montico · Montico · Montico | Stadio Comunale, Bergame Arbitre : Genel |

- Demi-finale

| samedi 18 juin 1960 | Juventus                                        | 3 - 0 | Lazio | Stadio Comunale, Turin Arbitre : Gambarotta |
| samedi 18 juin 1960 | Cervato 43e (pen.) · Lojodice 46e · Charles 55e |       |       | Stadio Comunale, Turin Arbitre : Gambarotta |

- Finale

| dimanche 18 septembre 1960 | Juventus                            | 3 - 2 (a.p.) | Fiorentina                  | Stadio San Siro, Milan Arbitre : Righi |
| dimanche 18 septembre 1960 | Charles 10e 78e · Micheli 98e (csc) |              | 45e Montuori · 60e Da Costa | Stadio San Siro, Milan Arbitre : Righi |

| 4e titre La Juventus vainqueur de la Coupe d'Italie de 1959-1960 |

### Matchs amicaux
| jeudi 13 août 1959 | Coni | 0 - 15           | Juventus |  |
| jeudi 13 août 1959 |      | Buteurs inconnus |          |  |

| dimanche 16 août 1959 | Juventus         | 6 - 3 | Juve Allievi     |  |
| dimanche 16 août 1959 | Buteurs inconnus |       | Buteurs inconnus |  |

| dimanche 23 août 1959 | Coni             | 2 - 6 | Juventus         |  |
| dimanche 23 août 1959 | Buteurs inconnus |       | Buteurs inconnus |  |

| samedi 29 août 1959 | Bologne | 0 - 1          | Juventus |  |
| samedi 29 août 1959 |         | Buteur inconnu |          |  |

| jeudi 10 mars 1960 | Servette Genève  | 3 - 7 | Juventus         |  |
| jeudi 10 mars 1960 | Buteurs inconnus |       | Buteurs inconnus |  |

| mercredi 11 mai 1960 | Legnano | 0 - 6            | Juventus |  |
| mercredi 11 mai 1960 |         | Buteurs inconnus |          |  |

| mercredi 25 mai 1960 | Juventus         | 2 - 0 | Tottenham Hotspur |  |
| mercredi 25 mai 1960 | Buteurs inconnus |       |                   |  |

| jeudi 2 juin 1960 | Catane           | 2 - 5 | Juventus         |  |
| jeudi 2 juin 1960 | Buteurs inconnus |       | Buteurs inconnus |  |

| mercredi 8 juin 1960 | Juventus       | 1 - 1 | Partizan Belgrade |  |
| mercredi 8 juin 1960 | Buteur inconnu |       | Buteur inconnu    |  |

#### Coupe de l'amitié italo-française
| dimanche 12 juin 1960 Match aller | Stade de Reims                     | 4 - 4 | Juventus                                              | Stade Auguste-Delaune, Reims Arbitre : Jonni |
| dimanche 12 juin 1960 Match aller | Piantoni 10e 59e · Vincent 14e 17e |       | 15e Charles · 68e Sívori · 74e Lojodice · 85e Colombo | Stade Auguste-Delaune, Reims Arbitre : Jonni |

| dimanche 26 juin 1960 Match retour | Juventus        | 2 - 1 | Stade de Reims | Stadio Comunale, Turin 21h30 Arbitre : Bois |
| dimanche 26 juin 1960 Match retour | Charles 65e 89e |       | 32e Siatka     | Stadio Comunale, Turin 21h30 Arbitre : Bois |

## Effectif du club
Effectif des joueurs de la Juventus Football Club lors de la saison 1959-1960.

## Buteurs
Voici ici les buteurs de la Juventus Football Club toutes compétitions confondues.
| 32 buts - Omar Sívori 29 buts - John Charles 11 buts - Bruno Nicolè 9 buts - Gino Stacchini 8 buts - Sergio Cervato | 7 buts - Giampiero Boniperti 5 buts - Umberto Colombo 3 buts - Severino Lojodice 2 buts - Gianfranco Leoncini - Giorgio Stivanello |